# John van den Broek
Pour les articles homonymes, voir van den Broek et Vandenbroek.
John van den Broek, né en 1895 à Rotterdam (Pays-Bas) est un directeur de la photographie d'origine hollandaise, qui a travaillé avec Maurice Tourneur.
Il est décédé lors du tournage de L'Éternelle Tentatrice de Maurice Tourneur. Selon le biographe de Tourneur, Harry Waldman, van den Broek était sur une falaise dans le Maine, en train de filmer des vagues hautes, lorsqu'il a été emporté par l'une d'elles.

## Filmographie partielle
NB : tous ces films sont de Maurice Tourneur
- 1914 : Maman (Mother)
- 1916 : L'Amérique, champion du droit (The Velvet paw)
- 1916 : The Rail rider
- 1917 : Les Yeux morts (Rose of the world)
- 1917 : Les Étapes du Bonheur (The Rise of Jenny Cushing)
- 1917 : L'Exilée (Exile)
- 1917 : La Délaissée (Barbary sheep)
- 1917 : The Law of the land
- 1917 : La Flamme éternelle (The Undying flame)
- 1917 : La Casaque verte (The Whip)
- 1917 : Pauvre petite fille riche (The poor little rich girl)
- 1917 : A girl's folly
- 1917 : Fille d'Écosse (The Pride of the clan)
- 1918 : L'Éternelle Tentatrice (Woman)
- 1918 : Sporting Life
- 1918 : Maison de poupée (A Doll's House)
- 1918 : Prunella
- 1918 : L'Oiseau bleu (The Blue bird)